# هتیکمکانامگه پریرا
هتیکمکانامگه پریرا (زاده ۱۹ سپتامبر ۱۹۷۸) یک داور فوتبال اهل کشور سری‌لانکا است.
او در سال ۲۰۰۴ میلادی در لیست داوران بین‌المللی فیفا قرار گرفت.
وی در لیگ قهرمانان آسیا قضاوت کرده است.